# Axel Gabriel De la Gardie
Axel Gabriel De la Gardie, född 23 november 1772 i Stockholm, död 15 januari 1838, var en svensk greve, militär och ämbetsman.

## Biografi
Axel Gabriel De la Gardie föddes 1772 i Stockholm. Han var son till Pontus Fredrik De la Gardie och friherrinnan Hedvig Eva Rålamb.
De la Gardie deltog i kriget mot Ryssland 1788-1790, och avancerade där till kapten. Han blev därefter 1791 uppvaktande kavaljer hos prins Fredrik Adolf och samma år kammarherre hos Sofia Magdalena. 1809 blev han överste i armén, och var 1811-1838 landshövding i Kristianstads län, och gjorde sig där känd genom sitt nitiska arbete och orubbliga beslutsamhet.

### Familj
De la Gardie gifte sig första gången 9 juli 1801 på Öveds kloster med friherrinnan Christina Gustava Ramel (1783–1819), dotter till majoren Hens Henrik Ramel och Maria Ulrika Gyllenkrok. De fick tillsammans barnen Magnus Julius De la Gardie (1802–1808), Hedvig Maria Amalia De la Gardie (1804–1835) som var gift med kammarherren Nils Christoffer Gyllenstierna af Lundholm, underlöjtnanten Pontus De la Gardie (1805–1880), löjtnanten Magnus Gabriel De la Gardie (1809–1851), Ebba De la Gardie (1813–1843) som var gift med löjtnanten Hans Ramel och överstekammarjunkaren Axel De la Gardie (1819–1879).
De la Gardie gifte sig andra gången 27 november 1821 på Ingelstad med Gustava Adlerbielke (1794–1877), dotter till majoren Carl Johan Adlerbielke och Margareta Botilla Montell. De fick tillsammans barnen Christina Gustava De la Gardie (1822–1891) som var gift med överceremonimästaren Carl Anton Philip von Saltza, landshövdingen Robert De la Gardie (1823–1916), majoren Carl Gustaf De la Gardie (1825–1896) och Gabriella De la Gardie (1832–1908) som var gift med översten Helge Edvard Reinhold Rehbinder.